# Tuctoria
Tuctoria, manji rod trava, čije tri vrste po nekima pripada rodu Orcuttia, koja je dio podtribusa Orcuttiinae. 
Sve tri vrste su jednogodišnje raslinje, od čega dvije rastu u Kaliforniji, a jedna, T. fragilis, u sjeverozapadnom Meksiku.

## Vrste
- Tuctoria fragilis (Swallen) Reeder
- Tuctoria greenei (Vasey) Reeder
- Tuctoria mucronata (Crampton) Reeder